# Ghosts… of the Civil Dead
Pour plus de détails, voir Fiche technique et Distribution.
Ghosts... of the Civil Dead  est un film australien réalisé par John Hillcoat, sorti en 1988 et s'inspirant en partie de la vie de Jack Henry Abbott et de son livre In the Belly of the Beast.
Le film est sorti brièvement en France le 2 mai 1990 et a participé à des festivals, celui de Cannes et de Venise en 1988. Il n'est pas disponible en DVD (octobre 2008)

## Synopsis
Le quotidien des incarcérés dans une prison de très haute sécurité en Australie : la centrale Pilote. Les prisonniers sont soumis à de nouvelles formes de restrictions à la suite d'une récente vague de violence. Ils se retrouvent sans les passe-temps qu'ils avaient, les télévisions sont coupées ainsi que l'approvisionnement des drogues. La tension monte...

## Fiche technique
Sauf indication contraire, les informations mentionnées dans cette section peuvent être confirmées par la base de données cinématographiques IMDb,  présente dans la section « Liens externes ».
- Réalisation : John Hillcoat
- Scénario : Nick Cave, Gene Conkie, Evan English, John Hillcoat et Hugo Race
- Musique : Nick Cave, Mick Harvey et Blixa Bargeld
- Montage : Stewart Young
- Production : Evan English
- Sociétés de production : Correctional Services et Outlaw Values
- Distribution : Outlaw Values (Australie), Diaphana Films (France)
- Pays d'origine :  Australie
- Format : 35 mm
- Genre : drame
- Durée : 93 minutes
- Dates de sortie[3] :
  -  Italie : août 1988 (Mostra de Venise 1988)
  -  Australie : 1er juin 1989
  -  France : 18 avril 1990
- Public : Interdit aux moins de 16 ans[Où ?]

## Distribution
- David Field : Wenzil
- Mike Bishop : David Yale
- Chris Derose : Grezner
- Kevin Mackey : Glover
- Nick Cave : Maynard

## Analyse
Le film est un brûlot politique qui s'attaque au business des prisons et ce qui en découle : violence des prisonniers à l'égard des gardiens et vice versa, tension constante qui les guette au quotidien. Le film interroge aussi la position de l'humain dans de tels contextes et se pose en opposition à la structure de la prison telle qu'elle est présentée dans le film. Celui-ci engage un discours orienté vers le fait que ces prisons de haute sécurité, plutôt que d'apaiser les résidents qui y vivent, tendent à accentuer leur désir criminel. Le suspense qui est un caractère latent du film, défend aussi cette figure de cocotte minute prête à exploser.